# Ryszard Łaszewski (prawnik)
Ryszard Stanisław Łaszewski (ur. 25 sierpnia 1941 w Lipinkach, zm. 30 października 2022) – polski profesor nauk prawnych, zajmujący się historią administracji, historią prawa, państwa i parlamentaryzmu polskiego.

## Życiorys
W 1958 roku ukończył III Liceum Ogólnokształcące im. Adama Mickiewicza w Bydgoszczy. Następnie podjął studia prawnicze na Uniwersytecie Mikołaja Kopernika w Toruniu, które ukończył w 1963. W tym samym roku zrobił aplikację sądową w Golubiu-Dobrzyniu. Siedem lat później otrzymał stopień doktora za pracę pt. Sejm polski w czasach stanisławowskich. Habilitował się w 1974 roku na Uniwersytecie Jagiellońskim rozprawą zatytułowaną Wymiar sprawiedliwości we wsiach województwa chełmińskiego w XVII i XVIII wieku. Organizacja sądownictwa i postępowanie sądowe. Tytuł naukowy profesora uzyskał w 1991.
Był członkiem Towarzystwa Naukowego w Toruniu i Polskiego Towarzystwa Historycznego. Odbywał staż naukowy w na Uniwersytecie w Padwie (1985) i w ANS w Warszawie. Pracował na Uniwersytecie Gdańskim, Uniwersytecie Kazimierza Wielkiego (1999–2005) i Wyższej Szkole Humanistyczno-Ekonomicznej we Włocławku, w której był rektorem. Trzykrotnie pełnił funkcję prorektora UMK (1982–1984, 1987–1990 i 1996–1999). Był także dziekanem (1990–1996) i prodziekanem (1978–1982) Wydziału Prawa i Administracji UMK. Został kierownikiem Katedry Historii Państwa i Prawa Polskiego. Od 1985 do 1989 był wykładowcą bydgoskiej filii Akademii Nauk Społecznych.
Pod koniec swojego życia był wykładowcą następujących kierunków: historii państwa i prawa polskiego na UMK oraz historii ustroju Polski na kierunku administracja na UKW. Pod jego kierunkiem stopień naukowy doktora otrzymali m.in. Dariusz Makiłła i Dariusz Szpoper.
Należał do Polskiej Zjednoczonej Partii Robotniczej. W latach 70. pełnił funkcję sekretarza ds. organizacyjnych i członka egzekutywy Komitetu Uczelnianego PZPR na UMK. W latach 1995–1999 był radnym miasta Torunia.

## Odznaczenia
- Nagroda Ministerstwa Nauki, Szkolnictwa Wyższego i Techniki (1970, 1980)
- Medal Komisji Edukacji Narodowej (1998)